# Käpphäst

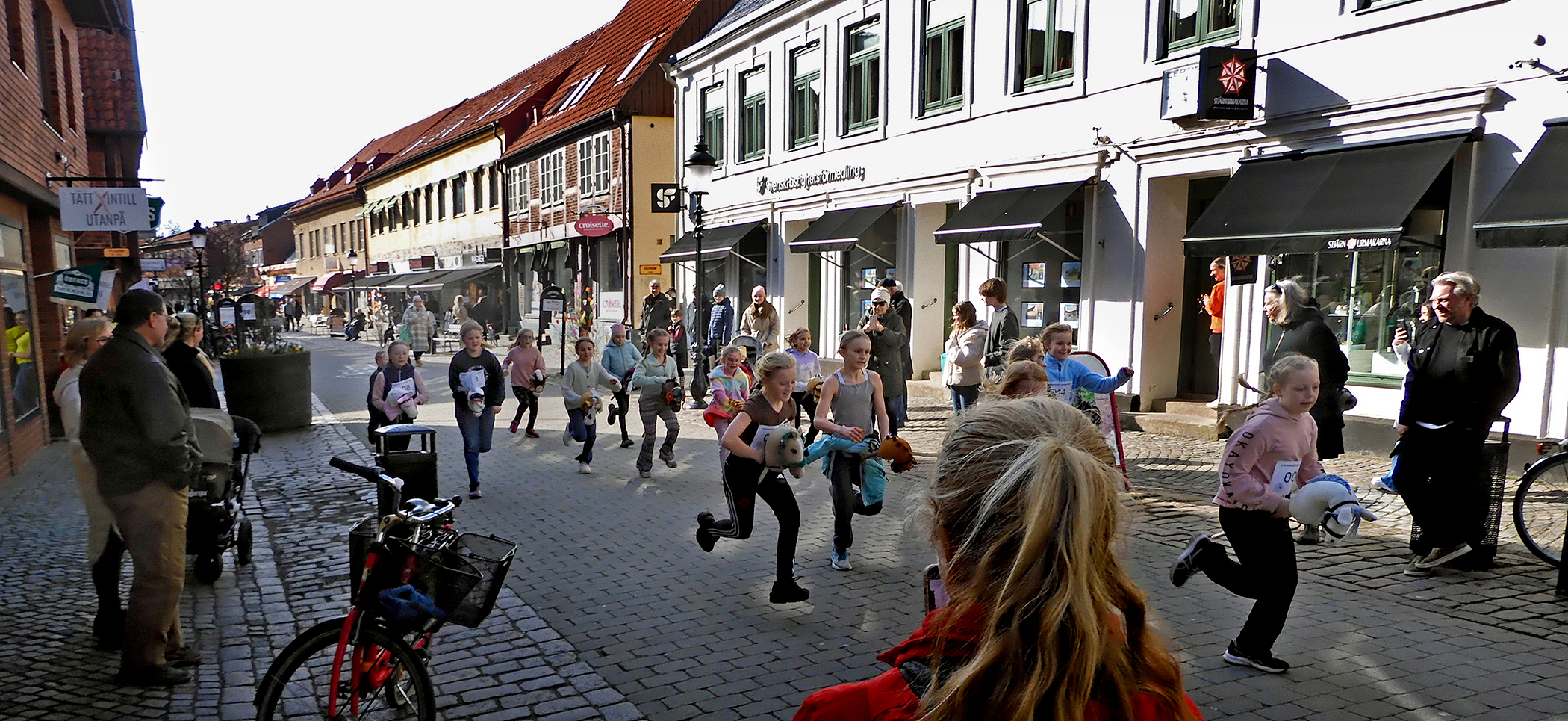
En tävling med käpphästar i Ystad 2024.

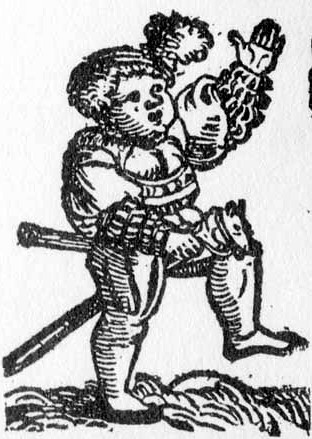
Käpphäst på en teckning från 1500-talet.

Käpphäst är en leksakshäst med anor från medeltiden. Käpphästen består av en käpp och överst ett hästhuvud, ursprungligen snidat i trä, med tömmar/(tyglar) till hästens grimma. På 1800-talet fanns käpphästen även med hjul fästade längst ner på käppen för att minska friktionen mot marken. Genom att springa galopperande med käppen placerad mellan benen kunde barnet fantisera att det red på en häst där de egna benen låtsades vara hästens ben.
Under 1900-talet minskade käpphästens popularitet till förmån för leksaksbilen i olika former, då bilen ersatte hästen som människans vanligaste fortskaffningsmedel. Kring år 2010 blev käpphästen åter populär i Finland och några år senare även i Sverige och flera andra länder. Bland annat i samband med hoppning, dressyr och fältritt. 2019 fanns det uppskattningsvis omkring 10 000 utövare i Sverige och 2017 hölls SM i käpphästridning för första gången.
Käpphästen har gett upphov till talesättet "att ha en käpphäst" - att ha ett speciellt ämne, fråga eller idé som man gärna diskuterar vid upprepade tillfällen för att försöka få gehör för detta, det vill säga att ständigt rida på sin käpphäst.